# B.lu BOS
B.lu BOS è un sistema operativo real-time per piccoli microcontrollori e processori privi di unità di gestione della memoria (MMU). Attualmente è dedicato ai microcontrollori MSP430 di Texas Instruments ma può essere portato verso altre architetture senza grossi sforzi.
BOS è completamente gratuito e fornito con i sorgenti completi.